# Ștefești
Ștefești là một xã thuộc hạt Prahova, România. Dân số thời điểm năm 2002 là 2404 người.